# Torneo Nacional de Clubes 1999
El Torneo Nacional de Clubes de 1999 fue la séptima edición del torneo organizado por la Unión Argentina de Rugby que reúne a los mejores clubes todas sus uniones provinciales afiliadas. Se llevó a cabo entre el 17 de octubre y el 7 de noviembre de 1999.
Durante esta edición, se redujo la cantidad de participantes de 24 a 16, clasificando los ocho mejores equipos del Torneo de la URBA y los ocho mejores del Torneo del Interior. Los ocho clasificados del Torneo del Interior fueron definidos por la clasificación a los cuartos de final del torneo, independientemente de su unión provincial de origen, como había sido el caso hasta entonces.
La final se disputó entre el Club La Tablada de Córdoba y Duendes Rugby Club de Rosario, con los cordobeses actuando de local como resultado de un sorteo, siendo la primera final en la historia del torneo en no disputarse en Buenos Aires. El conjunto local ganó el partido 23-20 a través de un penal en el último minuto marcado por Ramiro Pez, logrando así el primer Nacional para el club y, hasta la fecha, el único ganado por un equipo cordobés. Esta fue la primera final en la historia del torneo sin representantes de la URBA, que además no clasificaron ningún equipo a la instancia de semifinales.

## Equipos participantes
Participaron de este torneo dieciséis equipos: los ocho mejor clasificados del Torneo de la URBA 1999 y del Torneo del Interior 1999.
| Vía de clasificación                            | Club                   | Unión de origen                |
| ----------------------------------------------- | ---------------------- | ------------------------------ |
| 1.° al 8.° puesto del Torneo de la URBA 1999.   | San Isidro Club        | Unión de Rugby de Buenos Aires |
| 1.° al 8.° puesto del Torneo de la URBA 1999.   | Atlético del Rosario   | Unión de Rugby de Buenos Aires |
| 1.° al 8.° puesto del Torneo de la URBA 1999.   | CUBA                   | Unión de Rugby de Buenos Aires |
| 1.° al 8.° puesto del Torneo de la URBA 1999.   | Hindú                  | Unión de Rugby de Buenos Aires |
| 1.° al 8.° puesto del Torneo de la URBA 1999.   | Club San Cirano        | Unión de Rugby de Buenos Aires |
| 1.° al 8.° puesto del Torneo de la URBA 1999.   | CASI                   | Unión de Rugby de Buenos Aires |
| 1.° al 8.° puesto del Torneo de la URBA 1999.   | Club San Luis          | Unión de Rugby de Buenos Aires |
| 1.° al 8.° puesto del Torneo de la URBA 1999.   | Los Tilos              | Unión de Rugby de Buenos Aires |
| 1.° al 8.° puesto del Torneo del Interior 1999. | Jockey Club de Córdoba | Unión Cordobesa de Rugby       |
| 1.° al 8.° puesto del Torneo del Interior 1999. | Tala Rugby Club        | Unión Cordobesa de Rugby       |
| 1.° al 8.° puesto del Torneo del Interior 1999. | Club La Tablada        | Unión Cordobesa de Rugby       |
| 1.° al 8.° puesto del Torneo del Interior 1999. | Duendes Rugby Club     | Unión de Rugby de Rosario      |
| 1.° al 8.° puesto del Torneo del Interior 1999. | Jockey Club de Rosario | Unión de Rugby de Rosario      |
| 1.° al 8.° puesto del Torneo del Interior 1999. | Club Logaritmo Rugby   | Unión de Rugby de Rosario      |
| 1.° al 8.° puesto del Torneo del Interior 1999. | Los Tordos Rugby Club  | Unión de Rugby de Cuyo         |
| 1.° al 8.° puesto del Torneo del Interior 1999. | Huirapuca              | Unión de Rugby de Tucumán      |

## Partidos
|  | Octavos de final   | Octavos de final   | Octavos de final   |                 |                 | Cuartos de final | Cuartos de final | Cuartos de final |  |            | Semifinales   | Semifinales   | Semifinales   |  |            | Final          | Final          | Final          |  |
|  | 16 y 17 de octubre | 16 y 17 de octubre | 16 y 17 de octubre |                 |                 | 23 de octubre    | 23 de octubre    | 23 de octubre    |  |            | 30 de octubre | 30 de octubre | 30 de octubre |  |            | 7 de noviembre | 7 de noviembre | 7 de noviembre |  |
|  |                    |                    |                    |                 |                 |                  |                  |                  |  |            |               |               |               |  |            |                |                |                |  |
|  |                    |                    |                    |                 |                 |                  |                  |                  |  |            |               |               |               |  |            |                |                |                |  |
|  | San Isidro Club    | San Isidro Club    | 16                 |                 |                 |                  |                  |                  |  |            |               |               |               |  |            |                |                |                |  |
|  | San Isidro Club    | San Isidro Club    | 16                 |                 |                 |                  |                  |                  |  |            |               |               |               |  |            |                |                |                |  |
|  | La Tablada         | La Tablada         | 19                 |                 |                 |                  |                  |                  |  |            |               |               |               |  |            |                |                |                |  |
|  | La Tablada         | La Tablada         | 19                 |                 | La Tablada      | La Tablada       | 31               |                  |  |            |               |               |               |  |            |                |                |                |  |
|  |                    |                    |                    |                 | La Tablada      | La Tablada       | 31               |                  |  |            |               |               |               |  |            |                |                |                |  |
|  |                    |                    | San Cirano         | San Cirano      | 24              |                  |                  |                  |  |            |               |               |               |  |            |                |                |                |  |
|  | Huirapuca          | Huirapuca          | San Cirano         | San Cirano      | 24              | 17               |                  |                  |  |            |               |               |               |  |            |                |                |                |  |
|  | Huirapuca          | Huirapuca          |                    |                 |                 |                  |                  |                  |  |            |               |               |               |  |            |                |                |                |  |
|  | San Cirano         | San Cirano         | 21                 |                 |                 |                  |                  |                  |  |            |               |               |               |  |            |                |                |                |  |
|  | San Cirano         | San Cirano         | 21                 |                 |                 |                  |                  |                  |  | La Tablada | La Tablada    | 16            |               |  |            |                |                |                |  |
|  |                    |                    |                    |                 |                 |                  |                  |                  |  | La Tablada | La Tablada    | 16            |               |  |            |                |                |                |  |
|  |                    |                    | Jockey Club (R)    | Jockey Club (R) | 13              |                  |                  |                  |  |            |               |               |               |  |            |                |                |                |  |
|  | Atl. del Rosario   | Atl. del Rosario   | Jockey Club (R)    | Jockey Club (R) | 13              | 11               |                  |                  |  |            |               |               |               |  |            |                |                |                |  |
|  | Atl. del Rosario   | Atl. del Rosario   |                    |                 |                 |                  |                  |                  |  |            |               |               |               |  |            |                |                |                |  |
|  | Jockey Club (R)    | Jockey Club (R)    | 12                 |                 |                 |                  |                  |                  |  |            |               |               |               |  |            |                |                |                |  |
|  | Jockey Club (R)    | Jockey Club (R)    | 12                 |                 | Jockey Club (R) | Jockey Club (R)  | 35               |                  |  |            |               |               |               |  |            |                |                |                |  |
|  |                    |                    |                    |                 | Jockey Club (R) | Jockey Club (R)  | 35               |                  |  |            |               |               |               |  |            |                |                |                |  |
|  |                    |                    | CASI               | CASI            | 31              |                  |                  |                  |  |            |               |               |               |  |            |                |                |                |  |
|  | Tala               | Tala               | CASI               | CASI            | 31              | 33               |                  |                  |  |            |               |               |               |  |            |                |                |                |  |
|  | Tala               | Tala               |                    |                 |                 |                  |                  |                  |  |            |               |               |               |  |            |                |                |                |  |
|  | CASI               | CASI               | 34                 |                 |                 |                  |                  |                  |  |            |               |               |               |  |            |                |                |                |  |
|  | CASI               | CASI               | 34                 |                 |                 |                  |                  |                  |  |            |               |               |               |  | La Tablada | La Tablada     | 23             |                |  |
|  |                    |                    |                    |                 |                 |                  |                  |                  |  |            |               |               |               |  | La Tablada | La Tablada     | 23             |                |  |
|  |                    |                    | Duendes            | Duendes         | 22              |                  |                  |                  |  |            |               |               |               |  |            |                |                |                |  |
|  | CUBA               | CUBA               | Duendes            | Duendes         | 22              | 13               |                  |                  |  |            |               |               |               |  |            |                |                |                |  |
|  | CUBA               | CUBA               |                    |                 |                 |                  |                  |                  |  |            |               |               |               |  |            |                |                |                |  |
|  | Logaritmo          | Logaritmo          | 25                 |                 |                 |                  |                  |                  |  |            |               |               |               |  |            |                |                |                |  |
|  | Logaritmo          | Logaritmo          | 25                 |                 | Logaritmo       | Logaritmo        | 21               |                  |  |            |               |               |               |  |            |                |                |                |  |
|  |                    |                    |                    |                 | Logaritmo       | Logaritmo        | 21               |                  |  |            |               |               |               |  |            |                |                |                |  |
|  |                    |                    | Duendes            | Duendes         | 28              |                  |                  |                  |  |            |               |               |               |  |            |                |                |                |  |
|  | Duendes            | Duendes            | Duendes            | Duendes         | 28              | 34               |                  |                  |  |            |               |               |               |  |            |                |                |                |  |
|  | Duendes            | Duendes            |                    |                 |                 |                  |                  |                  |  |            |               |               |               |  |            |                |                |                |  |
|  | San Luis           | San Luis           | 18                 |                 |                 |                  |                  |                  |  |            |               |               |               |  |            |                |                |                |  |
|  | San Luis           | San Luis           | 18                 |                 |                 |                  |                  |                  |  | Duendes    | Duendes       | 40            |               |  |            |                |                |                |  |
|  |                    |                    |                    |                 |                 |                  |                  |                  |  | Duendes    | Duendes       | 40            |               |  |            |                |                |                |  |
|  |                    |                    | Jockey Club (C)    | Jockey Club (C) | 3               |                  |                  |                  |  |            |               |               |               |  |            |                |                |                |  |
|  | Hindú              | Hindú              | Jockey Club (C)    | Jockey Club (C) | 3               | 30               |                  |                  |  |            |               |               |               |  |            |                |                |                |  |
|  | Hindú              | Hindú              |                    |                 |                 |                  |                  |                  |  |            |               |               |               |  |            |                |                |                |  |
|  | Los Tordos         | Los Tordos         | 13                 |                 |                 |                  |                  |                  |  |            |               |               |               |  |            |                |                |                |  |
|  | Los Tordos         | Los Tordos         | 13                 |                 | Hindú           | Hindú            | 22               |                  |  |            |               |               |               |  |            |                |                |                |  |
|  |                    |                    |                    |                 | Hindú           | Hindú            | 22               |                  |  |            |               |               |               |  |            |                |                |                |  |
|  |                    |                    | Jockey Club (C)    | Jockey Club (C) | 39              |                  |                  |                  |  |            |               |               |               |  |            |                |                |                |  |
|  | Jockey Club (C)    | Jockey Club (C)    | Jockey Club (C)    | Jockey Club (C) | 39              | 54               |                  |                  |  |            |               |               |               |  |            |                |                |                |  |
|  | Jockey Club (C)    | Jockey Club (C)    |                    |                 |                 |                  |                  |                  |  |            |               |               |               |  |            |                |                |                |  |
|  | Los Tilos          | Los Tilos          | 40                 |                 |                 |                  |                  |                  |  |            |               |               |               |  |            |                |                |                |  |
|  | Los Tilos          | Los Tilos          | 40                 |                 |                 |                  |                  |                  |  |            |               |               |               |  |            |                |                |                |  |
|  |                    |                    |                    |                 |                 |                  |                  |                  |  |            |               |               |               |  |            |                |                |                |  |

### Octavos de final
| 17 de octubre | San Isidro Club | 16 - 19 | La Tablada |  |  |

| 17 de octubre | Huirapuca | 17 - 21 | San Cirano |  |  |

| 17 de octubre | Atl. del Rosario | 11 - 12 | Jockey Club (R) |  |  |

| 16 de octubre | Tala | 33 - 34 | CASI |                                       |                                       |
|               |      | Reporte |      | Árbitro(s): Carlos Molinari (Rosario) | Árbitro(s): Carlos Molinari (Rosario) |

| 17 de octubre | CUBA | 13 - 25 | Logaritmo |  |  |

| 17 de octubre | Duendes | 34 - 18 | San Luis |  |  |

| 17 de octubre | Hindú | 30 - 13 | Los Tordos |  |  |

| 17 de octubre | Jockey Club (C) | 54 - 40 | Los Tilos |  |  |

### Cuartos de final
| 23 de octubre | San Cirano | 24 - 31 | La Tablada |                                       |                                       |
|               |            | Reporte |            | Árbitro(s): Carlos Molinari (Rosario) | Árbitro(s): Carlos Molinari (Rosario) |

| 23 de octubre | Jockey Club (R) | 35 - 31 | CASI |                                        |                                        |
|               |                 | Reporte |      | Árbitro(s): Ricardo Bordcoch (Córdoba) | Árbitro(s): Ricardo Bordcoch (Córdoba) |

| 23 de octubre | Logaritmo | 21 - 28 | Duendes |  |  |
|               |           | Reporte |         |  |  |

| 23 de octubre | Jockey Club (C) | 39 - 22 | Hindú |                                        |                                        |
|               |                 | Reporte |       | Árbitro(s): Paul Bleckwedell (Tucumán) | Árbitro(s): Paul Bleckwedell (Tucumán) |

### Semifinales
| 30 de octubre | La Tablada | 16 - 13 | Jockey Club (R) |                                             |                                             |
|               |            | Reporte |                 | Árbitro(s): Ricardo Lamastra (Buenos Aires) | Árbitro(s): Ricardo Lamastra (Buenos Aires) |

| 30 de octubre | Duendes | 40 - 3  | Jockey Club (C) |                                         |                                         |
|               |         | Reporte |                 | Árbitro(s): Pablo Deluca (Buenos Aires) | Árbitro(s): Pablo Deluca (Buenos Aires) |

### Final
| 7 de noviembre | La Tablada | 23 - 22 | Duendes |                                         |                                         |
|                |            | Reporte |         | Árbitro(s): Pablo Deluca (Buenos Aires) | Árbitro(s): Pablo Deluca (Buenos Aires) |

| Bandera de la Provincia de Córdoba |
| La Tablada Campeón                 |
| Primer título                      |